# 古西热列兹内
古西热列兹内（羅馬化：Gusʹ-Zheleznyy）是俄罗斯梁赞州的市级镇、卡西莫夫区第二大聚居地。地处梁赞州北部，位于伏尔加河流域奥卡河一支流古西河畔，南距其与奥卡河汇流处不远。在区行政中心卡西莫夫西北、州府梁赞东北方。
该地2022年人口有1,715人；2010年人口2,115；2002年人口2,442；1989年人口2,809。